# Энциклопедия философских наук
«Энциклопе́дия филосо́фских нау́к» (нем. Encyklopädie der philosophischen Wissenschaften im Grundrisse, Энциклопедия философских наук в сжатом очерке, 1817) — третья после «Феноменологии духа» и «Науки логики» крупная работа Гегеля, излагает его систему абсолютного идеализма. Публикации этого произведения предшествовали преподавание «философской энциклопедии» в течение восьми лет старшеклассникам нюрнбергской гимназии, а затем чтение курса «энциклопедии философских наук» зимой 1816—1817 годов в Гейдельбергском университете. Поводом к изданию данного «всеохватывающего обзора философии» явилось стремление автора дать руководство для слушателей его лекций.
При жизни Гегеля «Энциклопедия философских наук» издавалась трижды — в 1817, 1827 (дополненное издание, объём которого по отношению к первому изданию увеличился вдвое) и 1830 годах (третье издание отличалось глубокой разработкой философии духа). Впоследствии она выходила и под другим названием — «Система философии», которое также во многом соответствовало исходным намерениям автора, попытавшегося изложить в рамках одной работы все три части своего учения — логику, философию природы и философию духа:5.

## Основное содержание работы
Согласно Гегелю, основа всего существующего — абсолютная идея. Она осуществляет самопознание, и с этой целью объективирует себя, создавая природу и человека. Высшая ступень этого самопознания — абсолютное знание в форме философии:16.
Абсолютная идея, реализуя себя в природе, предстаёт в виде телесных единичностей. Но в их основе лежат роды, всеобщее, то есть понятие. Природа создаётся для того, чтобы из неё возник человек, а с ним — человеческий дух. Человеческое познание, раскрывая идеальные сущности вещей, которые суть их роды, достигает ступени абсолютного знания, под которым Гегель подразумевает адекватное выражение абсолютной идеи посредством научных понятий, логических категорий:20—21.
Рассматривая значение «Энциклопедии философских наук» в контексте философского учения Гегеля, К. Топп пишет, что для Гегеля философия имеет смысл только как наука, а подлинная философская наука появляется там, где знание поднимается на уровень разума и становится принципиально идентичным своему предмету.

## Наука логики
ЭНЦИКЛОПЕДИЯ ФИЛОСОФСКИХ НАУК
Предисловие к первому изданию………………
Предисловие ко второму изданию……………
Предисловие к третьему изданию……………
Речь Гегеля, произнесенная им при открытии чтений в Берлине 22 октября 1818 г ………………
Введение. § 1—18	
Часть первая НАУКА ЛОГИКИ
Предварительное понятие. § 19—83…………………
A.	Первое отношение мысли к объективности. Метафизика. § 26—36	 ……………..…………
B.	Второе отношение мысли к объективности. § 37—60
I.	Эмпиризм. § 37—39 ………………………………………………
II.	Критическая философия. § 40—60………………………
C.	Третье отношение мысли к объективности. Непосредственное знание. § 61—78.....……………
Дальнейшее определение логики и её разделение. § 79—83 …………
Раздел первый. Учение о бытии. § 84—111 ... .....………… 
A.	Качество. § 86—98………………………………………
a.	Бытие. § 86—88	…………………………………………
b.	Наличное бытие. § 89—95………………………
c.	Для-себя-бытие. § 96—98……………………
B.	Количество. § 99—106……………………………	
a.	Чистое количество. § 99—100…………
b.	Определенное количество. § 101—102………
c.	Степень. § 103—106………………………
C.	Мера. § 107—111………………………………
Раздел второй. Учение о сущности. § 112—159 …………………… 
А. Сущность как основание существования. § 115—130……… 
а. Чистые рефлективные определения. § 115—122 ...... 
α) Тождество. § 115	………………………
β) Различие. § 116—120	………………………………
γ) Основание. § 121—122 ………………………………………
b.	Существование. § 123—124 …………………………
c.	Вещь. § 125—130 ………………………………………………
B.	Явление. § 131—141 ……………………………………… 
a.	Мир явлений. § 132 ………………………………………
b.	Содержание и форма. § 133—134 ………
c.	Отношение. § 135—141 ………………………………
C.	Действительность. § 142—159 ……………
a.	Субстанциальное отношение. § 150—152 ……………
b.	Причинное отношение. § 153—154……………………………
c.	Взаимодействие. § 155—159……………………………………
Раздел третий. Учение о понятии. § 160—244 ………………
A.	Субъективное понятие. § 163—193 ……………………… 
a.	Понятие как таковое. § 163—165 ………………………
b.	Суждение. § 166—180 …………………………………………… 
α)	Качественное суждение. § 172—173………………
β) Рефлективное суждение. § 174—176…………………
γ) Суждение необходимости. § 177…………………………
δ)	Суждение понятия. § 178—180……………………………
c.	Умозаключение. § 181—193………………………… 
α) Качественное умозаключение. § 183—189 …………
β) Умозаключение рефлексии. § 190……………………………
γ) Умозаключение необходимости. § 191—193 …………
B.	Объект. § 194—212……………………………………………
a.	Механизм. § 195—199 ……………………………………
b.	Химизм. § 200—203 …………………………………………
c.	Телеология. § 204—212…………………………………
C.	Идея. § 213-244……………………………………………
a.	Жизнь. § 216—222…………………………………………
b.	Познание. § 223—235………………………………… 
α) Познание. § 226—232…………………………………
β) Воление. § 233—235……………………………………
c.	Абсолютная идея. § 236—244………………
Первую часть «Энциклопедии философских наук» — «Науку логики» — называют также «Малой логикой», в отличие от более ранней работы Гегеля «Наука логики», которую называют «Большой логикой». По своему содержанию «Малая логика» примерно совпадает с ней, однако изложение предмета в «Малой логики» менее детализировано. В то же время, в ней присутствует раздел о трёх отношениях мысли к объективности, которого нет в «Большой логике».
Логика в трактовке Гегеля «есть наука о чистой идее, то есть об идее в абстрактной стихии мышления» (§ 19):25.

### Три отношения мысли к объективности
Первое рассматриваемое Гегелем отношение мысли к объективности — отношение метафизическое. В соответствии с ним, истина постигается путём размышления. Однако в метафизической установке отсутствует элемент критики, она догматична:7—8.
Второе отношение — эмпирическое. Эмпиризм отказывается от авторитетов и стремится познавать мир, опираясь на чувственное восприятие. Однако эмпиризм ведёт к скептицизму: так, Юм проводит мысль, что всеобщность и необходимость не постигаются чувственным восприятием; он приходит к выводу, что, например, в основе признания того, что в мире действует причинность, лежит привычка ожидать появления сходного события в сходных условиях, возникшая потому, что такое совпадение событий наблюдалось в прошлом. Попытка преодолеть скептицизм была сделана Кантом. Недостатком кантовской философии является, по мысли Гегеля, то, что формы познания Кант считает субъективными:8—10.
Третье отношение мысли к объективности — точка зрения так называемого непосредственного знания, представленная философией Якоби. Якоби полагает, что предметы метафизики постигаются интеллектуальной интуицией. Возражение Гегеля против этой точки зрения состоит в том, что то, что утверждает непосредственное знание, очень бедно по содержанию:10—11.

### Бытие
Первый раздел «Науки логики» — учение о бытии. Его основные категории — качество, количество, мера:12.
Бытие характеризуется Гегелем как нечто непосредственное. Учение о бытии, однако, развивается путём опосредования одних категорий другими. В результате этих опосредований возникает категория сущность. Сущность понимается как то же бытие, но в его глубинной основе:12.
Мысль в гегелевской логике движется от абстрактных, малосодержательных категорий ко всё более содержательным:40—41. Гегелевская «Наука логики» начинается с категории бытия, причём это бытие Гегель характеризует как нечто самое абстрактное. Бытие — это то, что выражается словом «есть» и что обще всем существующим предметам. С содержательной стороны оно, как полагает Гегель, есть ничто:12.
Неопределённое (чистое) бытие, таким образом, переходит в ничто. При этом ничто — антитезис бытия. Синтезом тезиса (бытия) и антитезиса (ничто) является единство того и другого, а именно — становление. Становление — первая конкретная категория «Науки логики»:12.
Первая триада категорий гегелевской «Логики» вызвала возражения. Некоторые критики Гегеля считали, что если удастся опровергнуть построение этой триады, то этим будет подорвана значимость всего диалектического построения «Науки логики»:12.
Тренделенбург в «Логических исследованиях», считая, что Гегелю как будто удалось показать тождество бытия и ничто, полагал, что при этом между ними было стёрто различие, которое позволило бы объединить их в новую, иную категорию. Если бытие равно нулю, и ничто тоже равно нулю, то и единство того и другого останется нулём:12.
На этот тезис некоторые сторонники Гегеля возражали, что бытие, о котором идёт речь в начале «Науки логики», есть также чистая мысль о бытии. Таким образом, имеется бытие как предмет, и мысль, предметом которой является бытие. Поскольку мысль отлична от бытия, её нужно рассматривать как небытие, как ничто. Поскольку же предметом мысли является бытие, то по своему содержанию она совпадает с бытием, тождественна с ним. Таким образом, имеется как тождество, так и различие между мыслью (ничто) и предметом (бытие):12—13.
Становление, в котором обнаруживается два аспекта — аспект перехода от бытия к ничто (уничтожение) и аспект перехода от ничто к бытию (возникновение), приводит к ставшему, которое обозначается как наличное бытие (Dasein):15.
Наличное бытие, в отличие от чистого бытия, есть определённое бытие, или качество. В дальнейшем наличное бытие характеризуется Гегелем как нечто. Поскольку нечто, будучи качеством, обладает определённостью, оно ограничивается и ограничивает всё остальное, поскольку исключает его из себя. Поэтому нечто должно быть охарактеризовано как ограниченное, конечное. При этом граница должна пониматься как граница качественная (например, как граница между тем, что есть лес, и тем, что есть луг). Чтобы определить нечто, нужно соотнести его с другим: нечто A может быть определено, поскольку оно не есть B. Однако другое определяется также через какое-то другое, например, B не есть C, D и так далее. Однако что есть A? A есть нечто. Что есть B? B также есть нечто. Таким образом, то, что A определяется через B, означает, что нечто определяется через нечто, а значит, нечто определяется через самого себя. Итак, другое исчезло, осталось лишь одно. В этой характеристике одного выступает категория для-себя-бытия:14—16.
Если искать опосредования для категории для-себя-бытия, то найти его можно только в ней, поскольку другого нет. Относясь отрицательно к себе, отталкиваясь от себя, для-себя-бытие (единое) порождает множество. Таким образом Гегель дедуцирует множество из единого. При этом возникают категории отталкивания и притяжения:16—17.
Введение категорий отталкивания и притяжения в группу категорий качества вызвало возражение Куно Фишера, поскольку, как он считал, эти две категории слишком конкретны, физичны и не подходят для столь абстрактного уровня исследования, какой имеет место на данном этапе:17—18.
Основной смысл диалектики категорий качества состоит в том, чтобы перейти от качества к количеству. Качество превращается в количество. В отличие от качества, количество — безразличная для бытия характеристика: бытие остаётся тем же (качественно), увеличивается ли оно или уменьшается:18.
Категория количества выступает сначала как чистое, неопределённое количество. Понятие чистого количества, возникшее в результате развития категории для-себя-бытия, как бы подхватывает выявившийся в ней момент притяжения, который даёт непрерывность (момент отталкивания даёт прерывность). Примерами чистого количества, согласно Гегелю, являются пространство и время. Пространство и время в первую очередь — непрерывные величины. В них, однако, заложена возможность прерывности; когда эта возможность актуализируется, мы получаем определённое количество:18—19.
В понятии количества выявляется момент экстенсивности (протяжённости). От экстенсивности отличается интенсивность — тем, что в ней множественность как бы снимается, и чётко проявляется момент единства. Интенсивная величина даётся сразу как целое; таково, например, ощущение давления на наше тело. Когда речь идёт об интенсивности, говорится уже о степени:20.
Гегель считает степень условием перехода количества в качество. Категория, объединяющая качество и количество, — мера:21.
Мера есть единство определённого качества и определённого количества. Оказывается, что качество зависит от количества, поскольку суть вещи не затрагивается количественными изменениями лишь до достижения ими определённого предела. Если же происходит дальнейшее количественное изменение и качество устраняется, то возникает новая мера в виде нового соотношения качества и количества. Эта вторая мера также может быть нарушена, и появляется третья мера и т. д. Изменения качества в этом процессе представляют собой скачки́, образуют «узловую линию» мер:21—22.

### Сущность

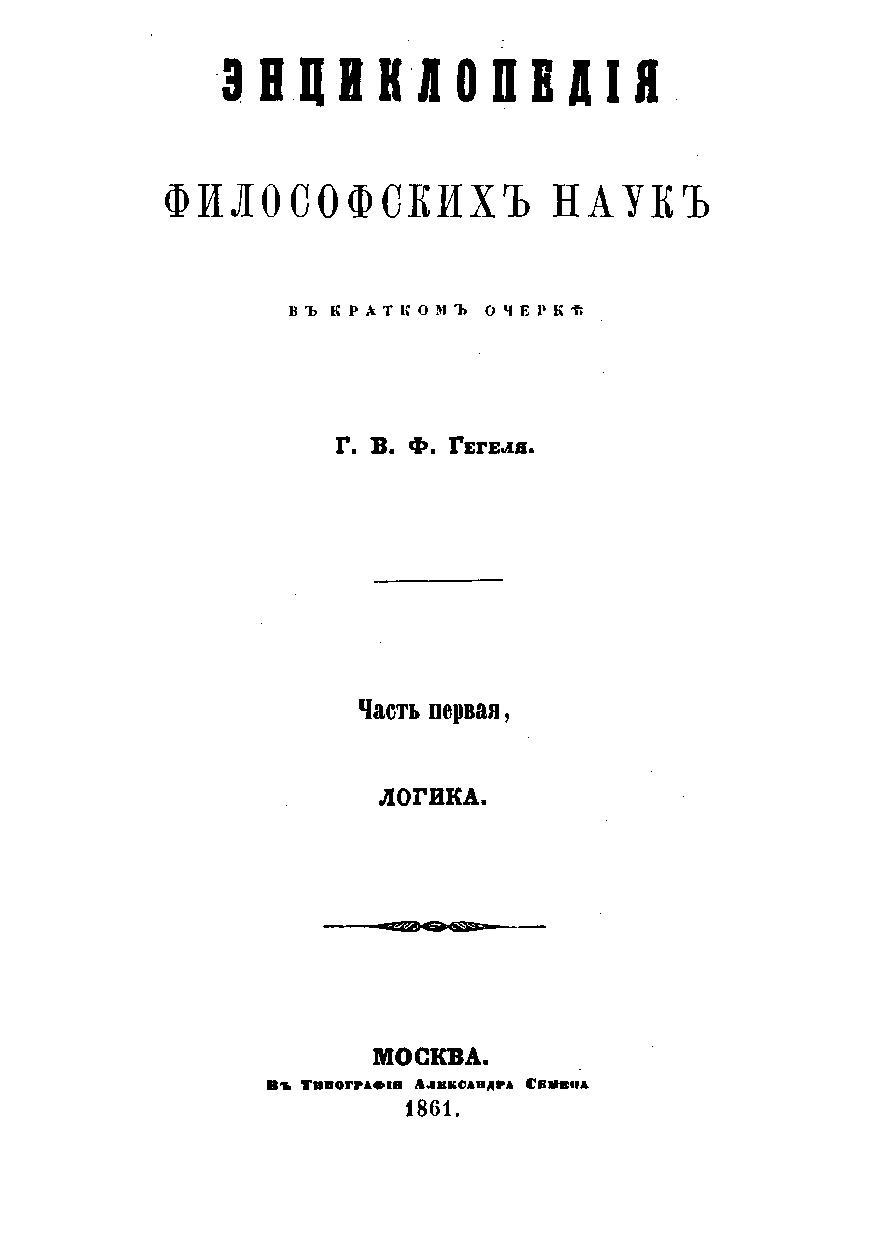
Титульный лист первого русского издания «Энциклопедии философских наук», 1861

Категории сущности выступают у Гегеля в виде рефлектирующихся (отражающихся) друг в друге понятий. В этих категориях есть как бы два слоя — субстрат и поверхность. Субстрат — внутреннее, поверхность — внешнее. Сущность есть субстрат, но этот субстрат существует постольку, поскольку он видится (кажется):25.
Если видимость полностью тождественна сущности, совпадает с ней, тогда у сущности нет того, в чём она могла бы отражаться. Если видимость и сущность полностью различны, тогда есть возможность рефлексии (отражения), но эта рефлексия внешняя, поскольку сущность и видимость чужды друг другу. В том типе рефлексии, в котором есть и единство, и различие моментов сущности и видимости, выступают категории, называемые Гегелем определениями рефлексии:26.
Первым среди определений рефлексии выступает тождество, а именно конкретное тождество; оно возникает в результате снятия всех категорий бытия. Конкретное тождество есть единство, которое включает в себя момент различия. Иллюстрацией такого тождества может служить учение ионийских философов о сущности. Эта сущность есть пребывающее, из которого всё возникает и в которое всё возвращается. Конкретное тождество должно быть понято как процесс саморазличения и самоотождествления:26.
Конкретное тождество включает в себя различие; момент различия лежит в самом понятии тождества, поскольку оно определяется через различие, как отличное от него (различное с ним). В свою очередь, поскольку различие есть различие, оно тождественно самому себе и, значит, содержит в себе момент тождества:26.
Различие первоначально выступает как разнообразие. Разнообразие же, по Гегелю, означает прежде всего, что все вещи тождественны самим себе. Однако они также отличны друг от друга. Но если в их тождестве самим себе состоит их внутренняя природа, то различие сначала устанавливается лишь познающим субъектом, который сравнивает вещи. Однако сама операция сравнения предполагает наличие в вещах обоих моментов — тождества и различия:27.
Различие развивается в противоположение (так, например, в соотношении чёрного, серого и белого чёрное и белое не только различны, но и противоположны):27.
Тождество и различие синтезируются в основании:28.
От категории основания Гегель переходит к категории существования (Existenz). Если имеются все условия предмета (Sache), он «осуществляется»:29—31.
В качестве результата всего предшествующего развития категорий существование есть не просто бытие, а бытие эссенциальное. В существовании основание выступает как внутреннее единство вещи, объединяющее многообразие её свойств. О вещи говорится, что она имеет свойства:31.
В развитии категории вещи сначала внутреннее, единое отрывается от внешнего, свойств, обнаружения вещи. Так появляется вещь-в-себе. По Гегелю, вещь-в-себе должна раскрываться; единство вещи должно проявляться во множестве её свойств. То, каким образом свойства должны быть объединены в составе вещи, как она должна в них проявляться, показывает закон:31—33.
Закон выступает в качестве сущности явлений. Однако закон не определяет всё многообразие явлений. Падение конкретного листа совершается в силу закона тяготения, но из самого этого закона нельзя вывести, с какой скоростью лист будет падать — она зависит от движения воздуха, от формы листа и т. д. Но если понятие закона будет усовершенствовано настолько, что мир законов полностью выразит мир явлений, тогда окажется, что поверхность и субстрат совпадают. По словам Гегеля, это два мира наизнанку. Мир явлений и мир законов имеют одно и то же содержание, но первый из них оказывается более непосредственным, а второй более внутренним (опосредованным):33—34.
Мир явлений совпал с миром законов; это означает, что между ними нет содержательного различия, а есть только формальное. Поэтому нужно перейти к более глубокой категории, понять закон как отношение, чтобы увидеть, в каком отношении находится субстрат к поверхности:34.
По Гегелю, непосредственное отношение есть отношение целого и части. Однако для того чтобы объяснить мир явлений, нужно постигнуть внутреннее, единое не просто как целое, а как то, что полагает внешнее; такое отношение выражается силой и её обнаружением. Далее, внутреннее есть то, что обнаруживается во внешнем, а внешнее есть проявление внутреннего. Понятие внутреннего внутри себя заключает момент внешнего, а внешнее — момент внутреннего. Их совпадение означает переход к действительности:34—35.
Согласно Гегелю, действительность есть единство сущности и явления, внутреннего и внешнего. Однако сначала внутреннее и внешнее в ней разъединяются. Внутреннее — это возможность, которая переходит в действительность. Если брать внутреннее в отрыве от действительности, то это будет формальная, абстрактная возможность. Условием формальной возможности является внутренняя непротиворечивость. Так, формально возможно, пишет Гегель, чтобы турецкий султан стал римским папой:35—36.
В свою очередь, внешнее, оторванное от внутреннего, есть случайность. Мир, который предстаёт в виде случайностей, есть мир вещей, которые внешне воздействуют друг на друга, но как бы не развиваются из своих внутренних возможностей:36.
Формальной возможности противопоставляется реальная возможность — возможность, коренящаяся в самой действительности. Однако одной реальной возможности противостоит другая реальная возможность. Устранение препятствий для реализации первой реальной возможности устраняет вторую реальную возможность, и нечто возникает с необходимостью, превращаясь в действительность:37.
Абсолютная необходимость возникает тогда, когда мы понимаем весь мир как систему. Если все части внутри этого мира обуславливают друг друга, то сам мир, поскольку вне его ничего нет, поскольку он самоопределяется, представляет собой абсолютную необходимость. Если все вещи суть обнаружения внутренней необходимости мира, то мир как абсолютная необходимость есть субстанция:38—39.
Единая субстанция проявляется во множестве акциденций (вещей). Но хотя субстанция обнаруживается в их бытии, ещё больше она обнаруживается в их снятии: вещи исчезают в ней, сменяя друг друга. Но она не могла бы их снять, если бы они предварительно не существовали. Поэтому субстанция должна быть понята как причина, которая полагает себя в акциденциях, которые, в свою очередь, являются её действиями:39.
Первоначально Гегель говорит о единой причине и множестве действий, затем переходит к конечным причинам и конечным действиям. По мысли Гегеля, причина и действие имеют одно и то же содержание. Однако если, например, направить огонь на воск, то воск расплавится, а если на металл, то при той же температуре металл не расплавится. Для правильного понимания категории причинности нужно перейти к более глубокой категории — категории взаимодействия:39—40.
Для того чтобы вещь была понята, она должна быть включена в сложный контекст взаимодействия. Однако мысль не удовлетворяется ссылкой на то, что A определяет B, а B определяет A. По словам Гегеля, основанием, из которого можно объяснить различные стороны предмета, находящегося во взаимодействии, является понятие. Гегель считает, что именно понятие является сущностью всех вещей, как бы сущностью сущности. Понятие раскрывается как свобода, обнаруживающаяся в необходимости:40—41.

### Понятие

Трёхтомник Гегеля в серии «Философское наследие» издательства «Мысль», 1974—1977

Первая ступень гегелевского учения о понятии — учение о субъективном понятии:43.
По Гегелю, понятие есть абсолют. Моментами понятия являются всеобщее, особенное и единичное. Всеобщее порождает из себя особенное, высшая конкретизация понятия есть единичное. Моменты понятия развиваются в суждении. Суждение — это проявленное понятие, «первичное деление» понятия:43—44.
Гегель формулирует четыре типа суждения. Первый тип — это суждения наличного бытия (они соотносятся с разделом «Науки логики», в котором излагается учение о бытии). Пример суждения наличного бытия: роза есть красное. Это суждение утвердительное. Недостаток этого типа суждений состоит, по Гегелю, в неадекватности предиката суждения его субъекту. Понятие красного (предикат) не исчерпывает всего содержания субъекта (подлежащего): помимо цвета, данная роза обладает определённой формой, запахом и т. д. Несоразмерность, кроме того, состоит в том, что предикат шире субъекта: понятие красного приложимо не только к розе, но и ко многим другим предметам:45.
Можно взять отрицательное суждение наличного бытия, например: роза не есть красное; в любом случае роза, однако, должна обладать каким-нибудь цветом. Предикат вновь неадекватен субъекту. Таким образом, суждения наличного бытия не могут достичь адекватности между субъектом и предикатом:45—46.
Гегель переходит к следующему типу суждений — к суждениям рефлексии (эти суждения соотносятся с сущностью). Здесь меняется значение предиката: предикат здесь выражает отношение вещи к другим вещам (примеры таких предикатов: полезное, вредное):45, 46.
Пример суждения рефлексии: это растение полезно (единичное суждение). Однако многие растения полезны, а не только это. Следует расширить субъект, сказав, например: некоторые растения полезны (частное суждение). Частное суждение неудовлетворительно в научном отношении, поскольку остаётся неизвестным, почему некоторые растения полезны, а некоторые — нет. Нужно конкретизировать субъект, чтобы получить суждение всеобщего характера; например, вместо того, чтобы сказать, что некоторые поезда двигаются с такой-то скоростью, можно сказать более точно: все поезда такого-то типа двигаются с такой-то скоростью:46.
Следующая группа суждений — суждения необходимости (они, как и суждения рефексии, соотносятся с сущностью). Пример: золото есть металл (отношение вида к роду). Род есть субстанция вида:45, 46.
Дальше перед Гегелем возникает вопрос, в какой мере предмет, о котором говорится в суждении, соответствует понятию, и Гегель формулирует четвёртый тип суждений — суждения понятия. Гегель начинает с ассерторического суждения (суждения действительности): дом хорош. Однако поскольку ассерторическое утверждение не обосновано, можно с равным правом высказать обратное суждение: дом нехорош. Поэтому ассерторическое суждение превращается в проблематическое (суждение возможности): возможно, дело обстоит так, а возможно, и нет. Для того чтобы уйти от проблематического суждения, нужно суждение обосновать: дом, устроенный таким-то образом, хорош (аподиктическое суждение, или суждение необходимости):47.
По Гегелю, в аподиктическом суждении отчётливо выражен смысл всякого суждения, а именно то, что всякое суждение в скрытом виде представляет собой умозаключение. В аподиктическом суждении между субъектом и предикатом помещается новое понятие, которое в формальной логике называется средним термином:47.
Умозаключение, согласно Гегелю, представляет собой единство понятия и суждения, поскольку в умозаключении присутствует как единство (которое есть в понятии), так и различие моментов (которое проявляется в суждении). Гегель устанавливает три типа силлогизма (умозаключения): наличного бытия, рефлексии и необходимости. Указав на недостатки первых двух типов умозаключения, Гегель обращается к умозаключению необходимости. Пример такого умозаключения: эта собака есть животное; все животные суть организмы; следовательно, собака есть организм. Однако род (более широкое понятие) должен быть положен во всех своих видах. Это требование выполняется в разделительном (дизъюнктивном) умозаключении. Пример такого умозаключения: собака есть или растение, или животное, или человек; но собака — животное; следовательно, она не есть ни растение, ни человек:47—52.
Конкретное понятие есть объект (то есть: мир есть совокупность объектов, сутью которых является понятие). Учение об объекте — вторая ступень гегелевского учения о понятии:43, 52.
Категории объективности — это механизм, химизм и телеология. В механизме понятие выступает как единство, благодаря которому мир объектов предстаёт как система. Всё в мире детерминировано, всё совершается как будто потому, что та или иная вещь подвергается воздействию со стороны других вещей:53.
Более отчётливо момент единства выступает в категории химизма. Здесь речь идёт о таких элементах, которые по своей внутренней природе должны вступить во взаимосвязь. Водород и кислород, вступая в связь, образуют воду. В возникающем продукте различия исходных элементов гасятся. По Гегелю, недостаток категории химизма состоит в том, что обнаруживающееся в ней единство как бы не имеет силы спонтанно породить различия (нужно внешнее вмешательство, чтобы вода вновь обратилась в водород и кислород:53.
Более глубокой категорией является телеология. Понятие в ней предстаёт как цель:54.
Первоначально цель обнаруживается как субъективная цель, противоположная множеству механических и химических объектов. Смысл цели в том, что она должна осуществиться в объектах. Но осуществление цели оказывается средством для осуществления другой цели. Получается бесконечный прогресс. По Гегелю же, цель следует рассматривать не только как осуществляющуюся, но и как осуществлённую, и не только как субъективную, но и как объективную. При этом Гегель отстаивает точку зрения имманентной телеологии. По Гегелю, понятие как внутренняя цель есть идея:54—55.
Учение об идее — третья ступень учения о понятии. Идея, по Гегелю, есть объективно истинное или истинное как таковое. Идея проходит три ступени: идея как жизнь, идея как познание, идея абсолютная. В идее как жизни Гегель рассматривает: 1) жизнь как «живой индивидуум», 2) «процесс жизни» и 3) «процесс рода»:43, 55.
В организме Гегелем намечаются три момента — чувствительности, раздражительности и воспроизводства: индивидуум получает впечатления, реагирует на них и постоянно воспроизводит себя в процессе жизни. Живой индивидуум, однако, сохраняет свою жизнь, воспроизводит себя в определённой обстановке, в окружающей среде, ассимилируя природу; при этом мир подчиняется индивидууму потому, что «в себе» (особенно как мир органический) представляет понятие. Таким образом, процесс жизни состоит в отношении индивидуума как субъекта к окружающим его объектам:55—56.
Высшим типом этого отношения является отношение индивидуума к другому индивидууму. По Гегелю, такое отношение является высшей точкой в жизненном процессе. И если особи представляют собой индивидуумы одного рода, но разного пола, то происходит уже не только воспроизводство индивидуума как самого себя, но и производство другого, то есть третьего, индивидуума. Здесь проявляется заложенное в жизни противоречие: особь неадекватно выражает свой род. Род пребывает, индивидуумы преходящи:56.
Гегель придаёт роду значение некоего творческого принципа. Род есть общее, он пребывает, индивиды преходящи; так обстоит дело биологически. Но в познании общее схватывается в мысли человека:57.
Раздел познания (в широком смысле) состоит у Гегеля из двух подразделов: 1) познания (в узком смысле) и 2) воли. При познании (в узком смысле) задача состоит в том, чтобы субъективную идею сделать соответствующей объективной идее. Наоборот, в практике задача состоит в том, чтобы предмет сделать соразмерным цели, которую ставит субъект (человек). Идею как практику идеи Гегель ставит выше познания в узком смысле слова:57—59.
Объединение познания (теории) и практики достигается, по мысли Гегеля, в абсолютной идее, которая вместе с тем есть единство познания и жизни. Абсолютная идея, по Гегелю, является результатом всего предшествующего пути, но результатом, который понятен только в связи с этим проделанным путём:13—14:60.
Абсолютная идея переходит в своё инобытие — в природу:60.

## Философия природы
Часть вторая
ФИЛОСОФИЯ   ПРИРОДЫ
Введение ..........................................     
Различные способы рассмотрения природы. § 245-246
Понятие природы. § 247-251 ......................
Разделение. § 252 ...............................
Раздел   первый.   Механика. § 253-271 .............   
А. Пространство и время ...............    
<...>
В. Материя и движение. Конечная механика. § 262-268  
<...>
С. Абсолютная механика. § 269-271 ..................
Раздел   второй.   Физика. § 272-336 ................. 
А. Физика всеобщей  индивидуальности. § 274-289 .... 
<...>
В. Физика особенной индивидуальности .... 
<...>
С. Физика тотальной индивидуальности .... 
<...>
Раздел   третий.   Органическая физика. § 337-376 ... 
А. Геологическая природа. § 338-342 ................
<...>
В. Растительная природа. § 343-349 .................
<...>
С. Животный организм. § 350-376 ....................
<...>
Абсолютная идея по внутренней необходимости полагает или, как выражается Гегель, отпускает от себя внешнюю природу — логика переходит в философию природы, состоящую из трёх наук: механики, физики и органики, из которых каждая разделяется на три части соответственно общей гегельянской трихотомии. В механике математической речь идёт о пространстве, времени, движении и материи; конечная механика, или учение о тяжести, рассматривает инерцию, удар и падение тел, а механика абсолютная (или астрономия) имеет своим предметом всемирное тяготение, законы движения небесных тел и Солнечную систему как целое.
В механике преобладает материальная сторона природы; в физике выступает на первый план формирующее начало природных явлений. Физика занимается светом, четырьмя стихиями (в смысле древних мыслителей), «метеорологическим процессом»; рассматривает удельный вес, звук и теплоту; магнетизм и кристаллизацию, электричество и «химический процесс»; здесь в изменчивости вещества и превращении тел окончательно обнаруживается относительный и неустойчивый характер природных сущностей и безусловное значение формы, которое и реализуется в органическом процессе, составляющем предмет третьей из основных естественных наук — органики. К «органике» Гегель отнёс минеральное царство под именем геологического организма, наряду с организмом растительным и животным. В растительном и животном организмах разум природы, или живущая в ней идея, проявляется в образовании множества органических видов по степеням совершенства; далее — в способности каждого организма непрерывно воспроизводить форму своих частей и своего целого, употребляя внешние вещества (Assimilationsprocess); затем — в способности бесконечного воспроизведения рода через ряды поколений, пребывающих в той же форме (Gattungsprocess), и, наконец, (у животных) — в субъективном (психическом) единстве, делающем из органического тела одно самочувствующее и самодвижущееся существо.
Но и на этой высшей ступени органического мира и всей природы разум или идея не достигают своего действительно адекватного выражения. Отношение родового к индивидуальному (общего к единичному) остаётся здесь внешним. Род как целое воплощается лишь во внебытии принадлежащих к нему неопределённо множественных особей, раздельных в пространстве и времени; и особь имеет родовое вне себя, полагая его как потомство. Эта несостоятельность природы выражается в смерти. Только в разумном мышлении индивидуальное существо имеет в себе самом родовое, или всеобщее. Такое внутренне обладающее своим смыслом индивидуальное существо есть человеческий дух. В нём абсолютная идея из своего внебытия, представляемого природой, возвращается в себя, обогащённая всей полнотой приобретённых в космическом процессе реально-конкретных определений.
Как показывает Т. Пош, именно вторая часть «Энциклопедии», то есть «Философия природы», подвергалась наиболее ожесточённой критике со стороны учёных в течение 200 лет, прошедших с момента её издания. Пош объясняет это остро критическое отношение якобы преувеличенным значением, которое Гегель придавал априорному познанию (основанному на общих категориях) в ущерб эмпирическому познанию (основанному на опыте). Как показывает Пош, в действительности Гегель отчётливо понимал и признавал значение эмпирических фактов для познания природы, в то время как априорное (категориальное) познание он считал необходимой предпосылкой, «концепцией» всякого естественно-научного опыта.

## Философия духа
ФИЛОСОФИЯ ДУХА
Введение. § 377—386
Понятие духа. § 381—384
Деление. § 385—386
Раздел первый. Субъективный дух. § 387—482
A. Антропология. § 388—412 
<...>
B. Феноменология духа. § 413—439 
<...>
С. Психология. § 440—482
<...>
Раздел второй. Объективный дух. § 483—552 
Подразделение. § 487
A. Право. § 488—502
<...>
B. Моральность. § 503—512 
<...>
С. Нравственность. § 513—552
AА. Семья. § 518—522
ВВ. Гражданское общество. § 523—534
<...>
СС. Государство. § 535—552
<...>
Раздел третий. Абсолютный дух. § 553—577 
А. Искусство
В. Религия откровения
С. Философия
Философия духа подразделяется на три основных раздела: «Субъективный дух», «Объективный дух» и «Абсолютный дух»:416.

### Субъективный дух
Философия духа начинается с антропологии. Гегель определяет антропологию как науку о познающем духе в форме духа, освобождающегося от своей телесной оболочки. На этой ступени дух, по Гегелю, есть душа, то есть дух, «пленённый природой». На пути подчинения телесности душе Гегель различает: 1) ступень природной души, или пассивного единства души с природой (здесь говорится о влиянии климата на психику, различии рас, национальных характеров, темпераментов, различиях возраста и пола, а также об ощущениях в их связи с органами чувств); 2) ступень чувствующей души, или борьбы души против её единства с телесностью (здесь Гегель говорит о сновидении, пребывании души в утробе матери, «гении» человека, магнетизме (гипнозе); помешательстве; привычке); 3) ступень действительной души, победы души над телесностью:421—429.
Следующий раздел — «Феноменология духа» — является кратким переложением вышедшей в 1807 году большой работы Гегеля «Феноменология духа». В «Энциклопедии философских наук» феноменология духа подразделяется на сознание, самосознание и разум. Если в антропологии рассматривались природные связи духа, то в феноменологии речь идёт о борьбе духа с посторонней ему (отчуждённой от него) предметностью:429—432. На ступени сознания человек рассматривает себя как нечто противостоящее объекту. На ступени самосознания человек познаёт себя, причём изучение своей личности осуществляется через личность другого. На ступени разума человек постигает своё тождество с субстанцией мира.
Далее идёт раздел, посвящённый психологии, выступающей как наука о формах познания и воления. Различая теоретический и практический дух, Гегель начинает рассмотрение первого с исследования чувственного созерцания (восприятия), переходя от него к представлению и мышлению. Что касается практического духа, то цель его развития состоит, по Гегелю, «в том, что особые влечения подчиняются всеобщему — счастью» (§ 469). Однако человеческое счастье и постоянно свободный дух осуществляются в обществе. Свобода «сама определяет себя к развитию… до степени правовой, нравственной и религиозной, а также и научной действительности» (§ 482), что происходит на путях не субъективного, а объективного (общественного) духа:432—437.

### Объективный дух
Раздел об объективном духе включает право, мораль и нравственность; в подразделе о нравственности рассматриваются семья, гражданское общество и государство:437—438.
По Гегелю, основанием права и государства служит «народный дух» на каждой ступени его развития, или нравственность, которую Гегель отличает от морали. В основе «народного духа» лежит абсолютный дух в форме религии:439.
Кратко изложенная в «Энциклопедии философских наук» концепция объективного духа была позднее обстоятельно разработана Гегелем в работе «Философия права»:328. Последняя глава раздела об объективном духе посвящена всемирной истории и является конспективным изложением работы Гегеля «Философия истории»:442.

### Абсолютный дух
На ступени абсолютного духа дух, наконец, обрёл свою сущность, состоящую в знании духом самого себя (или «знании абсолютной идеи», § 553). Абсолютный дух проходит три стадии — это искусство, религия откровения и философия. По Гегелю, искусство — это чувственный образ; религия — чувственное представление; в их чувственном характере состоит их несовершенство. Философия же — это понятие, и поэтому она есть адекватная форма абсолютного духа:443—444.
Подробно свою теорию искусства Гегель излагает в «Лекциях по эстетике»:444.

## Критика и оценки
По выражению критика гегелевской логики Адольфа Тренделенбурга, «в диалектике Гегеля почти всё взято из опыта, а если б опыт отнял у неё то, что она у него заимствовала, то ей пришлось бы надеть нищенскую суму»:35.
Гегельянский триадический метод развёртывания содержания логики Карл Маркс прокомментировал так: «…разум различает себя в самом себе от самого себя. Что это значит? Так как безличный разум не имеет вне себя ни почвы, на которую он мог бы поставить себя, ни объекта, которому он мог бы себя противопоставить, ни субъекта, с которым он мог бы сочетаться, то он поневоле должен кувыркаться, ставя самого себя, противополагая себя самому же себе и сочетаясь с самим собой: положение, противоположение, сочетание. Говоря по-гречески, мы имеем: тезис, антитезис, синтез»:32:84.
Маркс писал, что вся природа является для Гегеля «только повторением, в чувственной, внешней форме, логических абстракций»:625; так, время соответствует логической категории отрицания, отнесённой к самой себе; движение соответствует логической категории становления и т. д.:27
Высоко оценивал «Энциклопедию философских наук» А. И. Герцен. В письме Е. Ф. Коршу от 27 июля 1844 г. он писал: «Имея досуг…, я почти до конца перечитал I часть „Энциклопедии“ Гегеля. Черт знает что за мощный гений. Перечитывая, всякий раз убеждаешься, что прежде узко и бедно понимал».
Рудольф Хайм в 1857 году писал:
Появление Энциклопедии не могло не оказать влияние на произведенное Логикой — вначале только в небольших кружках — впечатление, но которое Энциклопедия еще более усилила, перенеся его в большие кружки. Такого построения науки не видал никто со времен Аристотеля. Теперь начали удивляться отважной мудрости этого здания, хотя глубину его понимали только предчувствием.
П. Л. Лавров в работе «Гегелизм» (1858) писал, что гегелевская «Энциклопедия философских наук» охватывала почти всё, особенно гегелевская «Логика»; но всё же не совсем всё: «Как пример пропуска, — писал он, — можно привести теорию вероятности, довольно замечательную науку не только в практическом, но и метафизическом отношении». Лавров полагал, что понятием вероятности следует дополнить подраздел «Явление» раздела о сущности:44.
Ф. Энгельс усматривал основной недостаток гегелевской натурфилософии в том, что, по Гегелю, природа не развивается во времени:621.
Советский философ-марксист А. М. Деборин выдвинул требование дополнить гегелевскую систему диалектических категорий категориями пространства и времени (Гегель не относил время и пространство к категориям логики, полагая, вслед за Кантом, что они суть формы чувственного восприятия, и рассматривал их в «Философии природы»):43. Кроме того, Деборин высказал утверждение, что категории не могут переходить друг в друга:33:304.
Карл Поппер, оценивая резко отрицательно философию Гегеля и стремясь предостеречь читателя от серьёзного восприятия гегелевского «жаргона», цитирует фрагмент из «Философии природы» Гегеля: «§ 302. Звук есть смена специфической внеположности материальных частей и её отрицания, — он есть только абстрактная или, так сказать, только идеальная идеальность этой специфичности. Но тем самым эта смена сама непосредственно является отрицанием материального специфического устойчивого существования; это отрицание есть, таким образом, реальная идеальность удельного веса и сцепления, то есть теплота… Нагревание звучащих тел — звучащих как от удара, так и от трения друг о друга — есть проявление теплоты, возникающей согласно понятию вместе со звуком». Характеризуя сказанное Гегелем как «тарабарщину», Поппер полагает, что в последнем из процитированных им предложений («единственном вразумительном») Гегель сам себя разоблачает, поскольку это предложение «не означает ничего кроме следующего: „Нагревание звучащих тел… есть проявление теплоты… вместе со звуком“». Ставя вопрос, «обманывал ли Гегель сам себя, загипнотизированный своим собственным возвышенным жаргоном, или он нагло пытался обмануть и запутать других», Поппер склоняется ко второй версии.
Советский философ А. П. Огурцов, охарактеризовав «Философию природы» Гегеля как самую слабую часть его философской системы, вместе с тем назвал в чём-то справедливой присущую гегелевской натурфилософии критику редукционизма:595, 601—602.
Ж.-Ф. Лиотар отзывался об «Энциклопедии» следующим образом:
Философия должна восстановить единство знаний, разбросанных по частным наукам в лабораториях и доуниверситетском преподавании; она не может сделать это иначе, как в языковой игре, связывающей одни и другие, как отдельные моменты в становлении духа, а следовательно в наррации или, точнее, в рациональной метанаррации. «Энциклопедия философских наук» Гегеля (1817—1827) пыталась осуществить этот проект тотализации, зачатки которого можно найти уже у Фихте и Шеллинга в виде идеи Системы.

## Издания
На немецком языке (прижизненные)
- G. W. F. Hegel. Encyklopädie der philosophischen Wissenschaften im Grundrisse. — Heidelberg: August Oßwald, 1817.
- G. W. F. Hegel. Encyclopädie der philosophischen Wissenschaften im Grundrisse. — 2-е изд. — Heidelberg: August Oßwald, 1827.
- G. W. F. Hegel. Encyclopädie der philosophischen Wissenschaften im Grundrisse. — 3-е изд. — Heidelberg: Verwaltung des Osswald'schen Verlags (C.F. Winter), 1830.

На немецком языке (посмертные)
- G. W. F. Hegel. Werke. Vollständige Ausgabe / Hrsg. von Leopold von Henning. — Berlin: Duncker und Humblot, 1840. — Bd. 6.
- G. W. F. Hegel. Werke. Vollständige Ausgabe / Hrsg. von Karl Ludwig Michelet. — Berlin: Duncker und Humblot, 1842. — Bd. 7, Abth. 1.
- G. W. F. Hegel. Werke. Vollständige Ausgabe / Hrsg. von Ludwig Boumann. — Berlin: Duncker und Humblot, 1845. — Bd. 7, Abth. 2.[прим 2]
- G. W. F. Hegel. Sämtliche Werke / Neu hg. von H. Glockner. — Stuttgart: Frommann, 1929. — Bd. 8.
- G. W. F. Hegel. Sämtliche Werke / Neu hg. von H. Glockner. — Stuttgart: Frommann, 1929. — Bd. 9.
- G. W. F. Hegel. Sämtliche Werke / Neu hg. von H. Glockner. — Stuttgart: Frommann, 1929. — Bd. 10.[прим 3]

На немецком языке (историко-критическое издание)
- G. W. F. Hegel. Gesammelte Werke / Hrsg. im Auftrag der Deutschen Forschungsgemeinschaft. — Hamburg: Felix Meiner Verlag, 2000. — Bd. 13. — ISBN 978-3-7873-0904-7.
- G. W. F. Hegel. Gesammelte Werke / Hrsg. im Auftrag der Deutschen Forschungsgemeinschaft. — Hamburg: Felix Meiner Verlag, 1992. — Bd. 19. — ISBN 978-3-7873-0614-5.
- G. W. F. Hegel. Gesammelte Werke / Hrsg. im Auftrag der Deutschen Forschungsgemeinschaft. — Hamburg: Felix Meiner Verlag, 1992. — Bd. 20. — ISBN 978-3-7873-0910-8.[прим 4]

На французском языке
- G. W. F. Hegel. Encyclopédie des sciences philosophiques. La science de la logique. — Paris: Vrin, 1970.
- G. W. F. Hegel. Philosophie de la nature / Auguste Véra. — Paris: Ladrange, 1863. — Т. 1.
- G. W. F. Hegel. Philosophie de la nature / Auguste Véra. — Paris: Ladrange, 1863. — Т. 2.
- G. W. F. Hegel. Philosophie de la nature / Auguste Véra. — Paris: Ladrange, 1863. — Т. 3.
- G. W. F. Hegel. Philosophie de l'esprit / Auguste Véra. — Paris: Germer Baillière, 1867. — Т. 1.
- G. W. F. Hegel. Philosophie de l'esprit / Auguste Véra. — Paris: Germer Baillière, 1869. — Т. 2.

На английском языке
- The Logic of Hegel: Translated from the Encyclopaedia of the Philosophical Sciences with Prolegomena. — Oxford: Clarendon Press, 1874.
- Hegel's Philosophy of Nature. — London: Allen & Unwin, 1970.
- Hegel's Philosophy of Mind: Translated from the Encyclopaedia of the Philosophical Sciences. — Oxford: Clarendon Press, 1894.

На русском языке
- Г. В. Ф. Гегель. Энциклопедія философскихъ наукъ въ краткомъ очеркѣ. Ч. 1. Логика / Пер. В. П. Чижова. — М., 1861.
- Г. В. Ф. Гегель. Энциклопедія философскихъ наукъ въ краткомъ очеркѣ. Ч. 2. Философія природы / Пер. В. П. Чижова. — М., 1868.[прим 5]
- Г. В. Ф. Гегель. Энциклопедія философскихъ наукъ въ краткомъ очеркѣ. Ч. 3. Философія духа / Пер. В. П. Чижова. — М., 1864.[прим 6]
- Г. В. Ф. Гегель. Сочинения / Пер. Б. Г. Столпнера под ред. А. М. Деборина и Н. Карева. — М.: Госиздат, 1929. — Т. I.
- Г. В. Ф. Гегель. Сочинения / Пер. Б. Г. Столпнера и И. Б. Румера под ред. А. А. Максимова. — М.: Соцэкгиз, 1934. — Т. II.
- Г. В. Ф. Гегель. Сочинения / Пер. Б. А. Фохта. — М.: Госполитиздат, 1956. — Т. III.[прим 7]
- Г. В. Ф. Гегель. Энциклопедия философских наук. Т. 1. Наука логики / Пер. Б. Г. Столпнера, отв. ред. Е. П. Ситковский. — М.: Мысль, 1974. — 452 с. — (Филос. наследие). — 120 000 экз.
- Г. В. Ф. Гегель. Энциклопедия философских наук. Т. 2. Философия природы / Пер. Б. Г. Столпнера и И. Б. Румера, отв. ред. Е. П. Ситковский. — М.: Мысль, 1975. — 695 с. — (Филос. наследие). — 120 000 экз.[прим 8]
- Г. В. Ф. Гегель. Энциклопедия философских наук. Т. 3. Философия духа / Пер. Б. А. Фохта, отв. ред. Е. П. Ситковский. — М.: Мысль, 1977. — 471 с. — (Филос. наследие). — 120 000 экз.

## Комментарии
1. ↑  Более подробно гегелевская философия духа, за исключением антропологии и психологии, развита в таких работах Гегеля как «Феноменология духа», «Философия права», «Философия истории», «Лекции по эстетике», «Лекции по философии религии» и лекции по истории философии (Примечания // Г. В. Ф. Гегель. Энциклопедия философских наук. Т. 3. Философия духа / Пер. Б. А. Фохта, отв. ред. Е. П. Ситковский. — М.: Мысль, 1977. — С. 449. — 471 с. — (Филос. наследие). — 120 000 экз. Кузнецов В. Н.. Немецкая классическая философия второй половины XVIII — начала XIX века: Учеб. пособие для ун-тов. — М.: Высш. шк., 1989. — С. 388. — 480 с. — ISBN 5-06-000002-8.)
2. ↑  «Несколько дней спустя после смерти Гегеля возник „Союз друзей усопшего“, принявший на себя задачу издания его сочинений. <…> Из конспектов лекций, читанных Гегелем на основе „Энциклопедии“, и из его собственных манускриптов были взяты многочисленные пассажи и присоединены к опубликованному тексту в качестве „Прибавлений“ без всякого указания источников. Однотомный очерк „Энциклопедии“, трижды изданный самим Гегелем в качестве руководства для слушателей, был увеличен таким способом до трех томов, так что, как выразился позднее Карл Розенкранц, „была создана совсем другая книга“ <…> Помимо этого, издатели производили изменения в самих гегелевских текстах, руководствуясь, как правило, собственными представлениями о стилистике и орфографии. Эти изменения простирались от мелких исправлений до перестановки целых параграфов и исключения частей текста. Так, в 95 параграфов „Философии субъективного духа“ (III часть „Энциклопедии философских наук“) было внесено более 150 исправлений, а в издании „Философии природы“ Михелета изменена последовательность параграфов (в целях „улучшения“ логической связи издатель внезапно воспользовался порядком параграфов предшествующего издания „Энциклопедии“ 1827 года)».(Плотников Н. Дух и буква. К истории изданий Гегеля // Путь. — 1995. — № 7. — С. 261-289. Архивировано 7 января 2014 года.)
3. ↑  «В действительности издание представляло собой репринт второго издания Собрания сочинений Союза друзей. Изменения, произведённые Глокнером, ограничивались включением первого издания „Энциклопедии“ и перегруппировкой сочинений в хронологическом порядке (были также исключены работы, не принадлежавшие Гегелю)».(Плотников Н. Дух и буква. К истории изданий Гегеля // Путь. — 1995. — № 7. — С. 261-289. Архивировано 7 января 2014 года.)
4. ↑  «С 1958 г., то есть с момента основания в Бонне „Архива Гегеля“, работа над изданием Гегеля была переведена в совершенно новые организационные формы. Выпуск собрания сочинений превратился из частной инициативы, каковой он оставался в течение более ста лет, в предприятие, финансируемое государством. В рамках „Немецкого исследовательского общества“ при поддержке правительства земли Северный Рейн-Вестфалия была создана „Гегелевская комиссия“, принявшая на себя общую редакцию издания».(Плотников Н. Дух и буква. К истории изданий Гегеля // Путь. — 1995. — № 7. — С. 261-289. Архивировано 7 января 2014 года.)
5. ↑  Это издание не включало в себя органическую физику; она должна была быть издана в отдельном томе, который, однако, так и не вышел. Перевод В. П. Чижова отличался, с одной стороны, литературными достоинствами, с другой стороны, пропуском отдельных фраз и абзацев, а также прибавлений, сделанных К. Л. Михелетом. (Г. В. Ф. Гегель. Энциклопедия философских наук. Т. 2. Философия природы / Пер. Б. Г. Столпнера и И. Б. Румера, отв. ред. Е. П. Ситковский. — М.: Мысль, 1975. — С. 623. — 695 с. — (Филос. наследие). — 120 000 экз.)
6. ↑  Издание «Философии духа» в переводе В. П. Чижова считается неполным и неточным: в нём имеются как пропуски текста, так и собственные добавления переводчика, сделанные прямо в тексте Гегеля. (Институт философии Академии наук СССР. Предисловие // Г. В. Ф. Гегель. Сочинения. Т. III. Энциклопедия философских наук. Часть третья: Философия духа / Пер. Б. А. Фохта. — М.: Госполитиздат, 1956. — С. 20—21. — 371 с.)
7. ↑  «Единственное собрание сочинений Гегеля на русском языке создано на основе издания „Союза друзей усопшего“ и заключает в себе все недостатки этого издания — расширенные учениками тексты „Энциклопедии“ и „Философии права“, склеенный из двух различных изданий текст „Науки логики“, компиляции лекций, представленные в виде целостного произведения и т. д. (не говоря о всех ошибках и неточностях, допущенных первыми издателями Гегеля). Основные тексты философа — „Наука логики“ и „Энциклопедия философских наук“ — были переизданы в составе серии „Философское наследие“ без каких-либо текстологических изменений (исправления, внесённые в перевод, весьма часто ухудшали качество текста)».(Плотников Н. Дух и буква. К истории изданий Гегеля // Путь. — 1995. — № 7. — С. 261-289. Архивировано 7 января 2014 года.)
8. ↑  Это издание «Философии природы» включает в себя, во-первых, параграфы и примечания самого Гегеля и, во-вторых, прибавления, составленные К. Л. Михелетом на основе записей Гегеля и его учеников. Все изменения, сделанные Гегелем в прижизненных изданиях, указаны в примечаниях, составленных В. П. Огурцовым. (Г. В. Ф. Гегель. Энциклопедия философских наук. Т. 2. Философия природы / Пер. Б. Г. Столпнера и И. Б. Румера, отв. ред. Е. П. Ситковский. — М.: Мысль, 1975. — С. 623—624. — 695 с. — (Филос. наследие). — 120 000 экз.)